# Aino Kaisa Saarinen
Aino Kaisa Saarinen, finska smučarska tekačica, * 1. februar 1979, Hollola pri Lahtiju, Finska.
Saarinenova je znana finska smučarska tekačica. Udeležila se je Zimskih olimpijskih iger v Torinu, kjer je v ekipnem šprintu osvojila tretje mesto.
Na Zimskih olimpijskih igrah v Vancouvru je osvojila dve bronasti medalji; v štafeti 4x5km in na 30km posamezno v klasični tehniki.
Na svetovnem prvenstvu v Oslu 2011 je osvojila srebrno medaljo v ekipnem sprintu in dve bronasti medalji; v štafeti 4x5km in na 10km v klasični tehniki.